# Haplocampa wagnelli
Haplocampa wagnelli — вид прихованощелепних комах ряду двохвостів (Diplura).

## Назва
Вид Haplocampa wagnelli названий на честь спелеолога Крейга Вагнелла, який присвятив багато років дослідженню печер острова Ванкувер.

## Поширення
Ендемік Канади. Виявлений у червні 2018 року у двох печерах на острові Ванкувер неподалік міста Порт-Алберні.